# Élisabeth Hubert
Élisabeth Hubert (ur. 26 maja 1956 w Le Lude) – francuska polityk, lekarka, menedżer i samorządowiec, parlamentarzystka, w 1995 minister zdrowia.

## Życiorys
Ukończyła Institut Saint-Dominique w Saint-Herblain, następnie w 1979 medycynę na Université de Nantes, uprawnienia doktora uzyskując w 1981. Do 1994 prowadziła prywatną praktykę lekarską. Była też aktywną działaczką lekarskich organizacji związkowych.
Zaangażowała się w działalność polityczną w ramach gaullistowskiego Zgromadzenia na rzecz Republiki. W 1994 została zastępczynią sekretarza generalnego partii. W 1983 została radną miejską w Nantes. W 1986, 1988 i 1993 uzyskiwała mandat posłanki do Zgromadzenia Narodowego. W maju 1995 premier Alain Juppé powierzył jej urząd ministra zdrowia publicznego i ubezpieczeń zdrowotnych. Sprawowała go do listopada tegoż roku, nie wchodząc w skład nowego gabinetu tego premiera.
Od drugiej połowy lat 90. związana z sektorem prywatnym. W latach 1997–2004 zarządzała przedsiębiorstwem farmaceutycznym Laboratoires Fournier. Później zaczęła prowadzić własną firmę konsultingową. Powoływana również w skład organów zarządzających i nadzorczych różnych przedsiębiorstw i instytucji. Została m.in. prezesem FNEHAD, federacji zrzeszającej placówki opieki medycznej.
Odznaczona Legią Honorową klasy V (2004) i IV (2012).